# Albalat dels Sorells
Albalat dels Sorells (también válido Albalat de Mosén Sorell) es un municipio de la Comunidad Valenciana, España. Pertenece a la provincia de Valencia, en la comarca de Huerta Norte. Contaba con una población censada de 4158 habitantes en 2023 (INE).

## Toponimia
El topónimo proviene del árabe البلاط (al-balāṭ, «losa», «piedra pavimentada» o «calzada»), ya que por las cercanías de la localidad circulaba la Vía Augusta, que siguió en uso en época andalusí. Se denomina dels Sorells (en español «de los Sorell») por la familia Sorell, que adquirió el señorío en 1481.

## Geografía
El término está situado en la planicie de la margen izquierda del río Turia, y atravesado de sur a norte por la acequia Real de Moncada. El territorio es de forma alargada en dirección Noroeste-Sureste, y se estrecha hasta solo 50 m en la alquería de La Parada de Bilet (terreno entre Foyos y las partidas valencianas de Mahuella y Tauladella). Limita con el mar Mediterráneo y con los términos municipales de Foyos, Moncada, Museros, Valencia (enclave) y Albuixech.

## Historia
El núcleo actual tiene su origen en un rahal andalusí que estaba dividido en dos zonas: al-balāṭ al-faūqīa (البلاط الفوقية, Albalat de arriba) al oeste y al-balāṭ as-siflīa (البلاط السفلية, Albalat de abajo) al este, posiblemente separadas por la Vía Augusta. Jaime I efectuó diversas donaciones de ambas zonas. En 1238 donó a Arnau Vernet y Sança Pérez d'Aguilar la villa de arriba y tierras anexas, mientras que la villa de abajo la repartió entre Pere Dauria, Teresa Gil y T. Garcés, entre otros. Con bastante probabilidad, estas posesiones fueron posteriormente adquiridas por Pere d'Azllor, que figura en 1242 como el señor de la población. A principios del siglo XIV las poseía Guillem Colom, ciudadano de Valencia y jurado de la ciudad. Le continuó el valenciano Pere March, tesorero del rey Jaime II. A este le sucedió su hijo Jaime, abuelo del poeta Ausiàs March.
En 1352, el dominio pasó por compra a Berenguer de Codinachs, también catalán, maestre racional de Pedro IV el Ceremonioso. En esa época se añade al nombre de la localidad el apelativo de Codinachs o Codinats. En 1426, gracias a los esfuerzos de dicha familia, se segregó en lo eclesiástico de Foyos, formando una parroquia independiente, y en 1481 Tomàs Sorell compró el señorío a los Codinachs, por lo que la población pasó a conocerse como de Mossén Sorell o dels Sorells. En 1526 el rey Carlos I concedió el título de nobleza a Bernat Sorell i Aguiló. En 1626 se elevó el señorío a condado. En el Diccionario de Madoz (1845-1850) aparece la siguiente descripción:

[...] El casco de la pobl[ación] comprende 149 casas de regular construcción, además de las de ayunt[amiento], carnicería y cárcel; las aguas de pozo y r[ío] de que se surten los hab[itantes] son de buena calidad; tiene una escuela de primeras letras [...] y una parr[oquia] [...] Pobl[ación]: 440 vec[inos] con 720 alm[as].
Diccionario de Madoz

## Demografía
Albalat dels Sorells cuenta con una población de 4249 habitantes (INE 2024).
| Gráfica de evolución demográfica de Albalat dels Sorells entre 1842 y 2021                                          |
| |
| Población de derecho según los censos de población del INE Población de hecho según los censos de población del INE |

En 1526 Albalat contaba con unas 58 familias (alrededor de 261 hab.), que en 1609 eran ya un centenar (unos 450 habitantes). Esta cantidad se redujo fuertemente en los años siguientes, habiendo 74 vecinos en 1646 y solo 60 en 1713. A pesar de esto, en 1787 Albalat se acercaba a los 630 habitantes, para ser ya 925 en 1877. A partir de aquel momento, el aumento ha sido fuerte: en 1910 se sobrepasaban ya los 1500 habitantes, los 1800 en 1940 y los 2400 en 1960.

### Urbanismo

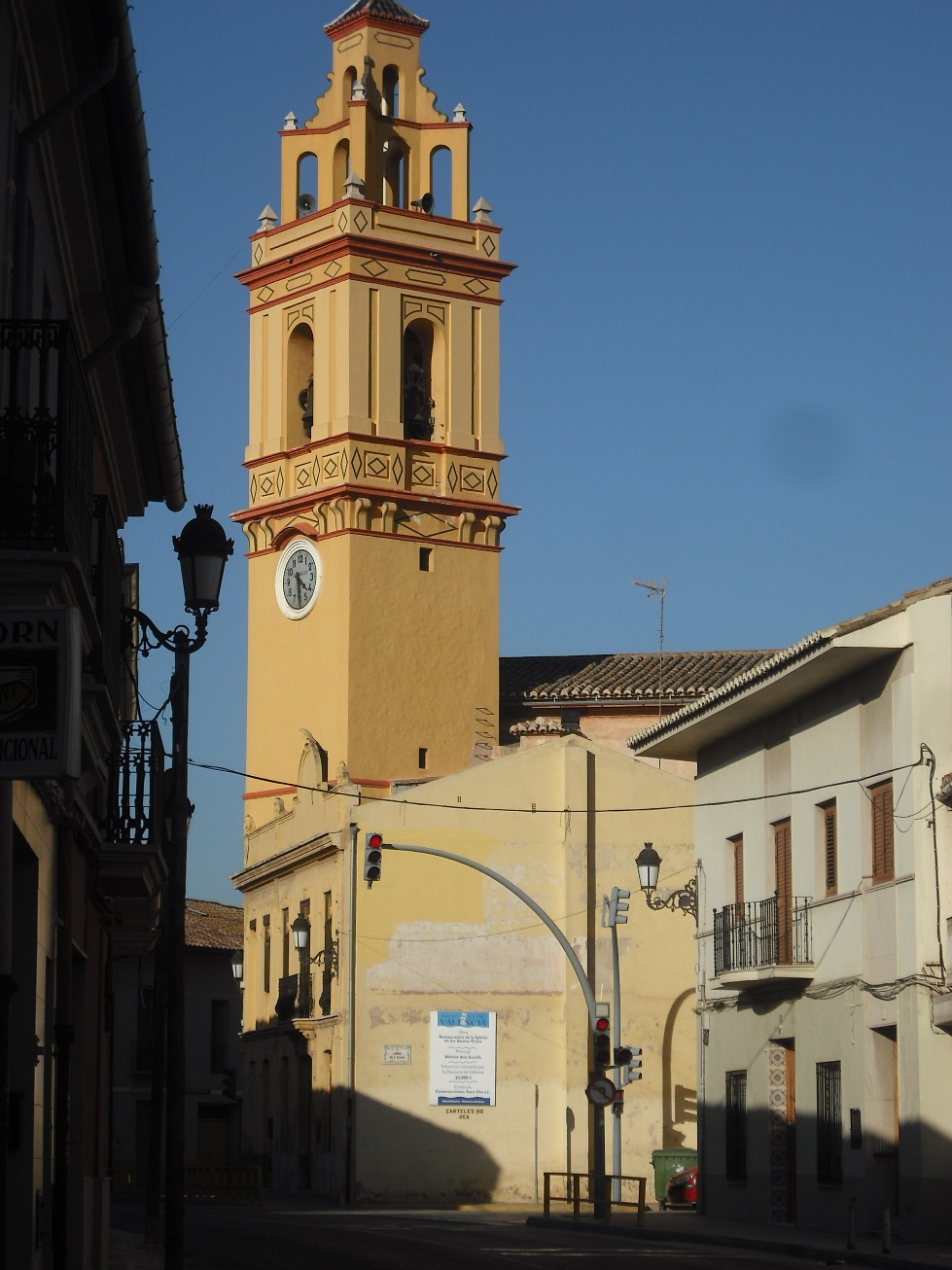
Iglesia de Albalat dels Sorells

La población se asienta sobre la antigua carretera de Barcelona (N-340), que da lugar a la calle principal. Sin embargo, parece que la zona más antigua del núcleo urbano está en torno a la calle Pare Salvador, que conecta la iglesia con la plaza del Castillo.

## Economía
La agricultura, históricamente importante, se reducía en 2001 tan solo al 4,2 % de los ocupados, en comparación con el ya reducido 13 % de 1993. En 2001 se cultivaban 423 ha de regadío y 10 de secano. El agua de riego proviene de la acequia de Moncada y los cultivos más destacados eran los cítricos y las hortalizas.
Hasta no hace mucho tiempo habían explotaciones ganaderas dedicadas al vacuno de cebo, porcino y avícola. La industria, que ocupa al 37 % de la población, se centra en la alimentación, los productos metálicos y la madera. El sector más importante, por su proximidad a Valencia, es el servicios, que empleaba en el mismo 2001 al 59 % de los activos.

## Comunicaciones
El núcleo urbano de Albalat está atravesado de norte a sur por la antigua carretera de Valencia a Barcelona (N-340). Está también atravesado por la CV-300 al este del casco urbano y por la autovía V-21 en la costa. Cuenta además con una parada de la Línea 3 de Metrovalencia, llamada Albalat dels Sorells.

## Administración y política
Albalat dels Sorells es gobernado por una corporación local formada por concejales elegidos cada cuatro años por sufragio universal que a su vez eligen un alcalde. El censo electoral está compuesto por todos los residentes empadronados en Albalat mayores de 18 años y nacionales de España y de los otros países miembros de la Unión Europea. Según lo dispuesto en la Ley del Régimen Electoral General, que establece el número de concejales elegibles en función de la población del municipio, la corporación municipal de Albalat dels Sorells está formada por 11 concejales. La sede actual del ayuntamiento albalatano está en el Palacio de los Sorells.
El actual alcalde es Nicolau Josep Claramunt Ruiz (Compromís).
| Elecciones municipales del 26 de mayo de 2019 |       |         |            |
| Partido                                       | Votos | %       | Concejales |
| Compromís                                     | 828   | 34,92 % | 4          |
| PP                                            | 724   | 30,54 % | 4          |
| PSOE                                          | 635   | 26,78 % | 3          |
| Ciudadanos                                    | 126   | 5,31 %  | 0          |
| L'ESQUERRA D'ALBALAT-AM                       | 38    | 1,60 %  | 0          |

| Periodo   | Nombre                        | Partido       |
| --------- | ----------------------------- | ------------- |
| 1979-1983 | Daniel Ruix Garcés            | UCD           |
| 1983-1987 | Daniel Ruix Garcés            | Independiente |
| 1987-1991 | Daniel Ruix Garcés            | Independiente |
| 1991-1995 | Daniel Ruix Garcés            | Independiente |
| 1995-1999 | Daniel Ruix Garcés            | UV            |
| 1999-2003 | Vicente Jesús Almenar Climent | PP            |
| 2003-2007 | Vicente Jesús Almenar Climent | PP            |
| 2007-2011 | Vicente Jesús Almenar Climent | PP            |
| 2011-2015 | José Rafael Tamarit           | PP            |
| 2015-2019 | Nicolau Josep Claramunt Ruiz  | Compromís     |
| 2019-2023 | Nicolau Josep Claramunt Ruiz  | Compromís     |
| 2023-act. | Nicolau Josep Claramunt Ruiz  | Compromís     |

## Patrimonio

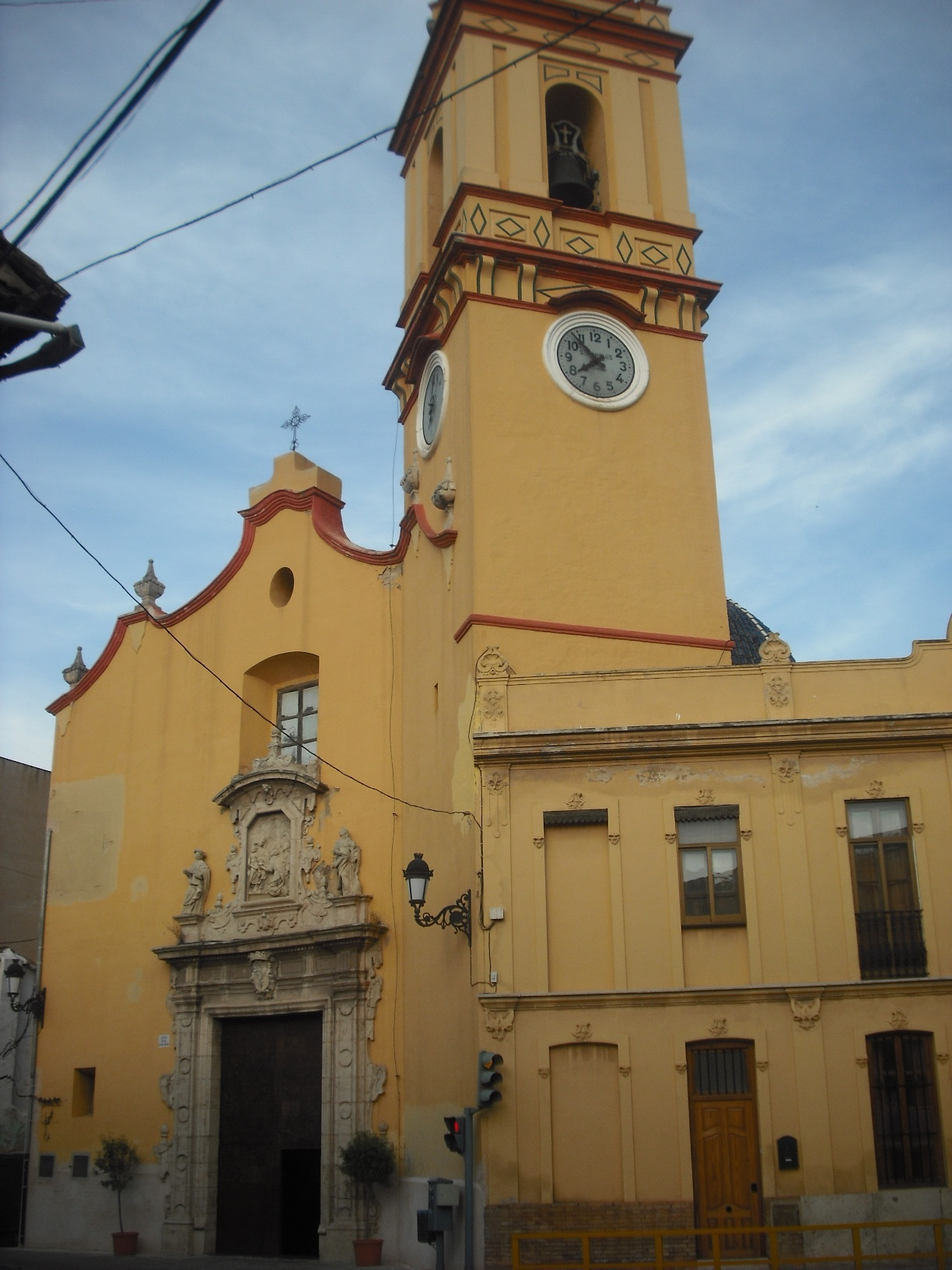
Iglesia de los Santos Reyes.

- Palacio de los Sorells (Palau dels Sorells): Se trata de uno de los edificios más interesantes de la comarca, tanto por su tipología edilicia como por su antigüedad. Se comenzó a construir a finales del siglo XV por orden de Tomàs Sorell, y lo finalizó Bernat Sorell a principios del siglo XVI.[6] Es un palacio fortificado con torres y un patio central interior con escalera descubierta y notables elementos originales góticos, sobre todo arcos y ventanas. Fue restaurado en el siglo XIX, añadiéndole tres de las cuatro torres angulares (ya que solo la del homenaje es original)[8] y, ya propiedad del ayuntamiento, ha sido nuevamente restaurado recientemente.[6]
- Iglesia parroquial de los Santos Reyes (Església parroquial dels Sants Reis): Situada al borde de la antigua carretera de Barcelona, data del siglo XVIII.[6] Sustituye probablemente a otro templo anterior que se localizaría más cerca del palacio, ya que Albalat se independizó eclesiásticamente de Foyos en 1426.[8] El edificio actual tiene, al exterior, fachada barroca y una torre campanario, mientras que al interior presenta nave única con capillas laterales, donde destacan algunas pinturas de la escuela barroca valenciana, así como la cúpula, decorada al trampantojo.[6]
- Capilla del cementerio (Capella del Cementeri): Se trata de una pequeña edificación rectangular encajada en un lienzo de nichos, en el interior del cementerio. Sobre la puerta, metálica, hay una inscripción con la fecha "1871" y, sobre esta, una espadaña. En el interior existe un pequeño altar con la efigie del Cristo de las Ánimas que se traslada al pueblo en las fiestas de septiembre.[14]

## Cultura
- Fiestas mayores: Se celebran el primer domingo de septiembre, dedicadas al Cristo de las Almas, a la Virgen del Rosario, a la Purísima Concepción, a San Gil Abad y a la Virgen de los Desamparados.[6] Uno de los principales actos es la "Bajada" (Baixà) de la imagen del Cristo desde su ermita del cementerio a la iglesia parroquial.